# Freadelpha amoena
Freadelpha amoena là một loài bọ cánh cứng trong họ Cerambycidae.